# Лерин
Лѐрин (на гръцки: Φλώρινα, Флорина, на албански: Follorina, Фолорина) е град в Егейска Македония, Гърция. Градът е център на дем Лерин в административната област Западна Македония. Градът е център и на Леринската епархия на Гръцката православна църква.

## География
Лерин е разположен на устието на дълбоката долина на река Сакулева (на гръцки Сакулевас) в западния край на най-южната част на Пелагония – Леринското поле в подножието на планините Пелистер и Нередска.
Градът отстои на 13 километра южно от границата със Северна Македония, на 30 километра южно от Битоля и на 70 километра северно от Костур. През него минават пътищата GR-2 (Преспанско езеро-Воден) и GR-3/E65 (Кожани-Кайляри-Лерин-Негочани-Битоля).

## Етимология
Византийсткото име на града е Χλέρινον, Хлеринон, в превод „място пълно със зеленина“. Произлиза от старогръцкото χλωρός („пресен“ или „зеленина“) и понякога в късното Средновековие е латинизирано като Florinon, Флоринон, от латинското flora, „зеленина“. В ранните османски документи се срещат формите Хлерина и Флорина, като втората се налага окончателно след XVII век. Българската и сръбската форма на името е Лерин, произлязла от формата на византийски гръцки с изпуснато начално „х“. Албанското наименование е Follorinë, Фолорина. То според Сократис Лякос се появява от гръцката форма, тъй като в писмения османски турски „ф“ и „х“ са изписвани по един и същи начин.

## История

### Античност и Средновековие
Разкопки през 1997 година на хълма с църквата „Свети Пантелеймон“ разкриват селище с акропол от IV век пр.н.е. През римската епоха това селище е разрушено и градът се спуска в подножието на хълма по бреговете на река Сакулева, където е и днес.
В Средновековието градът влиза ту в границите на Византия, ту в тези на България. В VI век областта на Пелагония е заселена от славяни. Областта на Лерин е присъединена към България по времето на завоеванието на Македония от хан Персиян и остава в границите на българската държава до 1018 година, когато отново влиза във Византия. В XIII век отново влиза в България при царете Калоян и Иван Асен II, но е загубен окончателно при управлението на Михаил II Асен. В XIV век Лерин е в границите на феодалното владение на Радослав Хлапен.
В XIV век известният византийски историк и император Йоан Кантакузин говори за град Флеринос или Хлеринос (Φλερηνός, Χλερηνός). В Парижкия кодекс от XIV век се споменава крепостта Флорина, а секретарят на Венецианската република Габриеле Каваца минава през град Флурибели (Fluribelli) на път за Ахрида (Охрид) в 1591 година. В 1750 в църковни документи се появява името Хлеринос или Филорина.

### В Османската империя
Градът добива значение едва в XV век, когато в него са заселени многобройни турски семейства. Турският елемент преобладава в Лерин над българския през цялата епоха на османското владичество. В XV век в града живеят 200 християнски и 50 мюсюлмански семейства. В ранните османски документи градът е известен под името Флорина. Поради близостта си до албанските земи градът е изложен на чести разбойнически нападения. Във втората половина на XVII век градът просперира икономически и според Евлия Челеби в 1684 година Филорина, който е известен с многото си птици има 6 квартала с 1500 къщи, 14 джамии, 2 бани, 2 хана, 100 магазина и т.н. Ригас Велестинлис отбелязва града в своята Голяма карта като Филурина. След Руско-турската война (1768 – 1774) градът изпада в продължителен упадък, дължащ се на феодалните размирици в албанските земи, за да постигне нов просперитет в XIX век.
Гръцкият просвещенец Атанасиос Псалидас пише в своята „География“ (1818 - 1822), че Флорина е населяван от „турци и българи“.
В първата половина на XIX век Ами Буе пише за Лерин:
| „ | Флорина или Филурина, на 1526 фута височина, е разположена, както Монастир, в долината и край поток, изтичащ в долината на Църна. Това е голямо градче, извънредно дълго и тясно, понеже е притиснато между планината и един хълм, покрит с гробници. Има една улица с дюкяни и населението ще да превишава няколко хиляди души. Франсоа Пуквил ги изчислява на 700 семейства. Голяма част от тях са българи християни и мюсюлмани. | “ |

В 1861 година австрийският консул Йохан Георг фон Хан на етническата си карта на долината на Вардар отбелязва Лерин като български град, а в 1863 година в кигата си „Пътуване от Белград до Солун“, пише за Лерин:
| „ | За къщите във Флорина... ни се посочи навярно преувеличеното число 3000, чието население се състои наполовина от албанци мюсюлмани и турци и наполовина от българи християни. | “ |

В 1870 година на Цветница по време на службата избухва сбиване между българи и гъркомани и почти целия град – около 400 семейства – се обявяват за български и българите овладяват градската църква. При обявяването на Българската екзархия за схизматична владиката Прокопий Мъгленски с помощта на първенците успява да върне почти всички жители в лоното на Патриаршията и български остават 40 къщи, които се черкуват в къщата на българския свещеник поп Константин Гулабчев.
В 1874 година в Лерин е открито първото българско училище с учител Димитър Тъпков от Енидже Вардар. За възхода на града говори и пренасянето на митрополията от Емборе в Лерин в 1865 година. Катедралната църква „Свети Георги“ е построена в 1835 година. В 1893 – 1894 година градът е свързан с железопътна линия със Солун и с Битоля, което още повече допринася за развитието му. Александър Синве („Les Grecs de l’Empire Ottoman. Etude Statistique et Ethnographique“), който се основава на гръцки данни, в 1878 година пише, че във Флорина живеят 4800 гърци. В „Етнография на вилаетите Адрианопол, Монастир и Салоника“, издадена в Константинопол в 1878 година и отразяваща статистиката от 1873 г., Лерин е посочен като град с 1500 домакинства с 2800 жители мюсюлмани и 1800 българи. Почти същите са данните и в „Етнография на Македония“ от 1881 година – 1500 къщи, 2800 мюсюлмани и 1690 славяни.
„...стигнахме въ Флорина и обѣдвахме въ хана на аромѫнина Наки Къне, отъ Невеска, който е водитель на българската партия. Болшинството отъ жителитѣ тукъ сѫ мухамедане, турцитѣ и албанцитѣ сѫ на брой 4000 души, българетѣ сѫ 2000 души, а числото на аромѫнетѣ не е повече отъ 100 души.“
След Руско-турската война българската община в града е възстановена под председателството на свещеник Константин Гулабчев. Тя обаче среща големи затруднения, тъй като местната власт не признава поп Константин за архиерейски наместник. Екзархията предприела редица постъпки пред Портата за признаването му. В края на 1881 година общината моли Екзархията да отпусне пари за построяване на училищна сграда и параклис и те са отпуснати, но при условие, че и общината ще събере доброволни дарения. През пролетта на 1883 година строежът на леринското училище и параклиса започва. От 1881 до 1883 година в Леринското българско училище преподава Яким Сапунджиев, подпомогнат от 1882 година и от Христо Донев и Михаил Кушев за отделенията. Леринската община сама уславя учителите си, а Екзархията отпуска единствено обща годишна сума за издръжката им.
В 1889 година Стефан Веркович пише за Лерин в „Топографическо-этнографическій очеркъ Македоніи“:
| „ | Градчето Флорина е разположено в подножието на Леринската планина. В него има 180 мохамедански къщи и 30 християнски. Данъкът на мохамеданите е 9825 пиастри, а на християните – 4080 пиастри и 1689 инание-аскерие. Едни от жителите се занимават с различни занаяти, други обработват чужда земя, като разделят полученото наполовина със собствениците. | “ |

Към 1895 година в Лерин българската църковна община поддържа училищата и катедралата „Свети Панталей“. Гьорче Петров пише в 1896 година, че 78 български къщи в града с 495 жители са под ведомството на Екзархията, а 338 къщи на местни българи с 1569 жители са под ведомството на Цариградската патриаршия. По това време в града функционират следните училища: 8 турски с 290 ученици и ученички, гръцко мъжко с 80 ученици и трима учители, гръцко женско с 50 ученички и две учителки, българско мъжко с 54 ученици и двама учители, българско женско с 43 ученички и една учителка, влашко с шестима ученици. Гръцкото девическо училище е основано през 1873 г., а българското девическо – през 1882 г. Влашкото училище е открито в 1891 г.
Според статистиката на Васил Кънчов („Македония. Етнография и статистика“) в 1900 година Лерин е смесен българо-турски град с 2820 жители българи, 5000 турци, 100 арнаути християни и 200 мюсюлмани, 84 власи, 20 евреи и 1600 цигани.
На Етнографската карта на Битолския вилает на Картографския институт в София от 1901 година Лерин е показан като център на каза в Битолския санджак с 2400 къщи, от които 430 къщи български, 1600 къщи турски, 200 къщи албански, 20 къщи влашки, 150 къщи цигански.
След въстанието в града пристига комисия, която да накаже виновните за кървавото потушаване на Илинденското въстание. Комисията, начело с Едип паша, в която влизат и двамата германски генерали Карл Аулер и фон Рюдгиш, отхвърля всички оплаквания и искания на българите. През ноември 1903 година в града пристига българският владика Григорий Пелагонийски, който раздава помощи за пострадалото българско население. Владиката е посрещнат от българските първенци и отсяда в къщата на председателя на общината отец Никодим. Наум Темчев, който придружава Григорий, пише: „Леринъ брои около 2000 кѫщи. Отъ тѣхъ около 500 сѫ християнски. Българската община брои стотина кѫщи. Останалото християнско население е чисто българско, нъ то още се числи къмъ гръцката община. Мусулманитѣ сѫ три пѫти повече отъ християнитѣ“.
По данни на секретаря на Българската екзархия Димитър Мишев („La Macédoine et sa Population Chrétienne“) в 1905 година в града има 800 българи екзархисти и 3544 българи патриаршисти гъркомани, 72 власи, 30 албанци и 120 цигани. В града функционират три български училища – две основни и едно прогимназиално и четири гръцки – три основни и едно прогимназиално.
Гръцките статистики леко занижават числото на българите екзархисти – според тях в 1910 година в града има 10 000 жители, от които 6500 мюсюлмани, 3000 гърци и 500 българи.
След Младотурската революция от юли 1908 година в Лерин се създава филиал на гимнастическото дружество „Юнак“ с име „Бигленски юнак“ и ръководено от Стефан Ролев. През септември градът пострадва по време на обезоръжителната акция на младотурците. 35 души българи и гъркомани са арестувани и бити. Коце Хаджистойчев, Георги Ст. Бояджиев и Христо Маслинчев са изтезавани, за да предадат архива на българския революционния комитет. Към 1912 година е построена нова голяма сграда на българското училище, на мястото на изгорялото старо училище. Негов главен учител е Илия Гулабчев. По това време главен училищен инспектор за Лерин е Алексий Минджов. В друга сграда се помещава българско читалище, построено с пари на местните първенци Димуш Търпенов, Васил Кържатев, Наки Кънев, Мицо Зафиров и Константин Гулабчев. Към читалището е отворено и сиропиталище с помощта на местните фамилии Бакрачеви, Търпешеви, Зафирови и Кържатеви.
При избухването на Балканската война в 1912 година 17 души от Лерин са доброволци в Македоно-одринското опълчение.

### В Гърция
В началото на ноември 1912 година в Лерин влизат сръбски войски, които са заместени от гръцки на 7 ноември – ден, който днес се чества като дата на освобождението на града от турско владичество. В началото на XX век повече от 400 жители на града (или жители на околните населени места, които са посочили Лерин като родно място) мигрират в САЩ. Турското население на Лерин и околността е подложено на бой и ограбване, за което свидетелства представителят на българската войска при Гръцката главна квартира Христофор Хасапчиев. Разграбени са дюкяните и къщите на много българи, включително на гъркоманите, незнаещи гръцки език.
Боривое Милоевич пише в 1921 година („Южна Македония“), че Лерин има 950 къщи славяни християни, 25 къщи арнаути мохамедани, 1400 къщи турци, 30 къщи власи християни и 175 къщи цигани мохамедани.
През Първата световна война през август 1916 година градът е освободен за кратко от българската войска при Леринската настъпателна операция, но след съглашенското контранастъпление през октомври същата година е загубен завинаги.
Според гръцкото външно министерство в 1916 година в града има 3576 париаршисти, 589 екзархисти и 6227 мюсюлмани. Към патриаршисткото население се броят и 34 бежански гъркомански семейства със 126 души. След 1912 година голям брой гъркомани – предимно власи от Нижеполе, Търново и Магарево, но и доста българи от Битоля и от другите битолски села, останали в Сърбия, се изселват в Лерин, като след войната от тях в града остават около 300 семейства. В 1912 населението е грубо около 10 000 жители, от които: 5000 мюсюлмани, 1600 цигани мюсюлмани, 100 албанци мюсюлмани, 2800 македонци християни, 150 селяни християни, 50 албанци християни и 300 шпаньолски говорещи евреи. До 1922 година в Лерин са заселени 1673 бежанци – 730 гъркомани от Сърбия, предимно от Битоля, 484 албанци гъркомани от Албания, останалите от други страни. Заселилите се в града битолчани носят със себе си висока буржоазна култура, любов към изкуствата и ширина на кръгозора.
Преброяването от 1920 показва 2909 семейства – 12 513 души. През 1923 година мюсюлманското население се изселва в Турция – 1076 семейства – 4650 души. На тяхно място са заселени 184 бежански семейства – 79 от Източна Тракия, 54 от Мала Азия, 44 от Кавказ и 7 от Понт. Две години по-късно бежанците са 178 семейства – 750 души.
В началото на 20-те години в Лерин е създадена петорка на Македонската младежка тайна революционна организация. През ноември 1925 година гръцките власти инсценират бомбен атентат в града, който приписват на ВМРО и го използват за репресии над по-будните българи в Лерин – арестувани са над 150 души, като 3 са осъдени на смърт, 6 на доживотен затвор, а 80 души са интернирани на остров Андрос.
До 1927 година търговският и обществен център на града е на площад „Ермис“ във Вароша. В тази година е решено да се създаде площад на кръстовището на улиците „Мегалос Александрос“ и „Венизелос“, където се намира главната джамия, която с изменението на плана в 1924 година е определена за разрушаване. Новият площад „Омония“ е открит в 1928 година и става централният и най-важен площад на града с магазини, сладкарници, кафенета и хотели. В 1937 година с нова модификация на план пространството на площад „Омония“ е разширено и става правоъгълно.
Преброяването от 1928 показва 10 585 души, от които 1999 са бежанци от размяната на населението между Гърция и Турция през 20-те години и 1613 са бежанци, дошли в града преди 1922 година. В 1932 в Лерин живеят 600 българоговорещи семейства с изявено българско съзнание. В 1940 година в града има 1000 българофони с негръцко национално съзнание и 500 с неустановено национално съзнание.
През Втората световна война Лерин е в германската окупационна зона. В Лерин още на 10 април наред със стария гръцки кмет Николаос Ст. Хасос за втори кмет е избран българинът Димо Бачанов. Новият градски общински съвет е в състав от трима гърци и трима българи, между които са Стефан Лазаров и Димитър Тумбов. В Лерин е създаден български акционен комитет, който към 12 юни 1941 година е в състав: Димитър Попхристов – председател, Васил Пристов – подпредседател, Иван Ляпчев – секретар и членове – Лазар Гошев, д-р Васил Лолов, Герамон Попов и Борис Димушев.

В града е образувано подразделение на Централния българомакедонски комитет. През 1942 година делегация от Леринско изнася изложение молба до Богдан Филов, в което заявява: 
| „ | В Лерин бяха арестувани и затворени от гърците около 300 души българи, след няколко дена освобождават повечето от тях и остават да лежат сега 16 души. Причини неизвестни. | “ |

В 1943 година след смъртта на леринския кмет Хасос в кабинета му е намерен изготвен от него списък с 644 „антигърци“ - жители на Лерин с негръцко национално съзнание, който е предаден на гръцките власти в април 1945 година.
През март 1946 година съдът в Лерин съди 100 души от града за участие в българската паравоенна организация Охрана. По време на Гръцка гражданска война на 12 февруари 1949 година силите на ДАГ започват сражение в Лерин срещу правителствените войски на Гърция, но са отблъснати.
През 1962 година е осветена църквата „Успение Богородично“, подчинена на Църквата на истинно-православните християни на Гърция (Синод на Калиник). През 1972 година е построена новата църква „Свети Панталеймон“, а през 1974 година е осветена „Света Параскева“.
В 1988 година историческият център на Лерин е обявен за защитен паметник като свидетелство за еволюцията на града през 20-те години на XX век.
| Име        | Име        | Ново име     | Ново име     | Описание                                    |
| ---------- | ---------- | ------------ | ------------ | ------------------------------------------- |
| Рамна Шума | Ράμνα Σόμα | Исома        | Ίσωμα        | местност във Вич на З от Лерин              |
| Султур     | Σουλτούρ   | Дендри       | Δενδρί       | местност на ЮИ от Лерин                     |
| Калдъръм   | Καλντερίμι | Плакостротон | Πλακόστρωτον | местност на СИ от Лерин и на ЮЗ от Арменово |
| Мочика     | Μότσικα    | Дросерон     | Δροσερόν     | местност на СИ от Лерин и на ЮЗ от Арменово |
| Чаири      | Τσαΐρι     | Воски        | Βοσκή        | местност на ССИ от Лерин                    |

Името Лерин носи улица в българската столица София (Карта).

### Преброявания
- 1913 – 10 155 души
- 1920 – 12 513 души
- 1928 – 10 585 души
- 1940 – ? души
- 1951 – 12 270 души
- 1961 – 11 933 души
- 1971 – 11 164 души
- 1981 – 12 573 души
- 1991 – 12 355 души
- 2001 – 14 279 души
- 2011 – 17 686 души

## Политика
В Лерин е седалището на македонистката партия Виножито, която се бори за запазване на правата на така нареченото „македонско малцинство“ в Северна Гърция.
Вижте също списъка на областните управители на Лерин.

## Обществени институции
В града има изнесен център на Университета на Западна Македония.
Регионален лерински седмичен вестник е „Фони тис Флоринис“ (Лерински глас).
В града има Археологически музей, Музей на модерното изкуство, Художествена галерия, Обществена библиотека „Василики Питоска“ и два етнографски музея.

## Спорт
Футболният клуб на Лерин се казва Филириакос (Φιλυριακός). Женският отбор на Филириакос е шампион на Гърция за 2000 година и играе финал в 2001 и 2004 година.

## Побратимени градове
Лерин е побратимен град със:
- Скарбъроу, Канада

## Галерия исторически снимки
- Българското училище в Лерин.
- Освещаването на българската църква „Света Богородица“ в Лерин през 1910.[55]
- Българското юнашко дружество в Лерин в 1910 година.
- Българското училище в Лерин.
- Лерин по време на Първата световна война.
- Лерин по време на Първата световна война.
- Табло с главните войводи на ВМОРО и ВМРО в Леринско.

## Личности
Сред известните жители на Лерин са Спиро Гулабчев, български общественик и публицист, един от първите български анархисти, художникът Сотир Костов и революционера от ВМОРО Илия Димушев, гръцките андартски капитани Лаки Пирза и Стефос Григориу, турските поети Неджати Джумалъ и Шюкрю Елчин.

## Други
На Лерин е наречена улица в кварталите „Хиподрума“ и „Белите брези“ в София (Карта).